# Fyr & Flamme
Fyr & Flamme ou Fyr og Flamme est un duo musical danois composé de Jesper Groth et Laurits Emanuel, qui représentera le Danemark au Concours Eurovision de la chanson 2021 à Rotterdam, avec la chanson Øve os på hinanden.

## Carrière
Fyr og Flamme a connu le succès en 2020 avec le premier single Menneskeforbruger, qui a atteint le numéro un du classement danois P3 Listen en septembre 2020. En décembre 2020, le groupe a sorti son deuxième single Kamæleon, et en mars 2021, ils ont remporté le Dansk Melodi Grand Prix avec Øve os på hinanden. C'est la première fois depuis 1997 que le Danemark envoie une chanson entièrement en danois pour représenter le pays au Concours Eurovision de la chanson.

## Discographie

### Singles
| Titre              | Année | Meilleures positions |
| Titre              | Année | DEN                  |
| ------------------ | ----- | -------------------- |
| Menneskeforbruger  | 2020  | 12                   |
| Kamæleon           | 2020  | 7                    |
| Øve os på hinanden | 2021  | 1                    |